# Ferroplasma
Ferroplasma je rod archeí z kmene Euryarchaeota, čeledi Ferroplasmataceae, jenž zahrnuje několik málo druhů, zejména pak F. acidiphilum, F. acidarmanus či F. cyprexacervatum.

## Charakteristika
Ferroplasma jsou z hlediska teploty mezofilní organismy, žijí však v prostředí extrémním z hlediska pH - jsou to obligátní acidofilové a jejich optimální pH je asi 1,3. Typový druh, Ferroplasma acidiphilum, oxiduje železnaté ionty, postrádá buněčnou stěnu a z hlediska získávání uhlíku je autotrofní, fixuje uhlík.